# Eltse grins foarby
"Eltse grins foarby" is een nummer van de Nederlandse band De Kast. Het nummer werd uitgebracht op hun album Onvoorspelbaar uit 1998. Dat jaar werd het nummer uitgebracht als de eerste single van het album.

## Achtergrond
"Eltse grins foarby" is geschreven door groepsleden Syb van der Ploeg, Kees Bode, Sytse Broersma, Nico Outhuijse, Peter van der Ploeg en geproduceerd door Henk Temming. De titel is naar het Nederlands te vertalen als "Elke grens voorbij". Het nummer is een samenwerking met het Frysk Jeugd Orkest, een groep jonge amateurmuzikanten uit Friesland. In het nummer worden twee kinderen bezongen uit de jaren 1500 en 2000. Het kind uit 1500 moet soms op oorlogspad en krijgt een nieuwe koning, terwijl het kind uit 2000 aan het spelen is en te maken heeft met een Europese eenwording. Beide kinderen hebben echter een grenzeloze vrijheid.
"Eltse grins foarby" is de tweede Friestalige hit voor de groep, na "In nije dei". Het bereikte in Nederland de tiende plaats in de Top 40 en de zestiende plaats in de Mega Top 100. Later in 1998 verschijnt een liveversie van het nummer als single, die in augustus van dat jaar werd opgenomen in een arena op het strand van Lemmer. In 2000 stond de originele versie van het nummer op de tiende plaats in de eerste Fryske Top 100, een lijst waarin de luisteraars van Omrop Fryslân de beste liedjes uit Friesland kiezen.

## Hitnoteringen
25 juli 1998 was het de Alarmschijf.

### Nederlandse Top 40
| Hitnotering: 01-08-1998 t/m 03-10-1998 | Hitnotering: 01-08-1998 t/m 03-10-1998 | Hitnotering: 01-08-1998 t/m 03-10-1998 | Hitnotering: 01-08-1998 t/m 03-10-1998 | Hitnotering: 01-08-1998 t/m 03-10-1998 | Hitnotering: 01-08-1998 t/m 03-10-1998 | Hitnotering: 01-08-1998 t/m 03-10-1998 | Hitnotering: 01-08-1998 t/m 03-10-1998 | Hitnotering: 01-08-1998 t/m 03-10-1998 | Hitnotering: 01-08-1998 t/m 03-10-1998 | Hitnotering: 01-08-1998 t/m 03-10-1998 | Hitnotering: 01-08-1998 t/m 03-10-1998 |
| Week                                   | 1                                      | 2                                      | 3                                      | 4                                      | 5                                      | 6                                      | 7                                      | 8                                      | 9                                      | 10                                     |                                        |
| -------------------------------------- | -------------------------------------- | -------------------------------------- | -------------------------------------- | -------------------------------------- | -------------------------------------- | -------------------------------------- | -------------------------------------- | -------------------------------------- | -------------------------------------- | -------------------------------------- | -------------------------------------- |
| Positie                                | 16                                     | 11                                     | 10                                     | 19                                     | 20                                     | 30                                     | 34                                     | 31                                     | 31                                     | 37                                     | uit                                    |

### Mega Top 100
| Hitnotering: 25-07-1998 t/m 07-11-1998 | Hitnotering: 25-07-1998 t/m 07-11-1998 | Hitnotering: 25-07-1998 t/m 07-11-1998 | Hitnotering: 25-07-1998 t/m 07-11-1998 | Hitnotering: 25-07-1998 t/m 07-11-1998 | Hitnotering: 25-07-1998 t/m 07-11-1998 | Hitnotering: 25-07-1998 t/m 07-11-1998 | Hitnotering: 25-07-1998 t/m 07-11-1998 | Hitnotering: 25-07-1998 t/m 07-11-1998 | Hitnotering: 25-07-1998 t/m 07-11-1998 | Hitnotering: 25-07-1998 t/m 07-11-1998 | Hitnotering: 25-07-1998 t/m 07-11-1998 | Hitnotering: 25-07-1998 t/m 07-11-1998 | Hitnotering: 25-07-1998 t/m 07-11-1998 | Hitnotering: 25-07-1998 t/m 07-11-1998 | Hitnotering: 25-07-1998 t/m 07-11-1998 | Hitnotering: 25-07-1998 t/m 07-11-1998 | Hitnotering: 25-07-1998 t/m 07-11-1998 |
| Week                                   | 1                                      | 2                                      | 3                                      | 4                                      | 5                                      | 6                                      | 7                                      | 8                                      | 9                                      | 10                                     | 11                                     | 12                                     | 13                                     | 14                                     | 15                                     | 16                                     |                                        |
| -------------------------------------- | -------------------------------------- | -------------------------------------- | -------------------------------------- | -------------------------------------- | -------------------------------------- | -------------------------------------- | -------------------------------------- | -------------------------------------- | -------------------------------------- | -------------------------------------- | -------------------------------------- | -------------------------------------- | -------------------------------------- | -------------------------------------- | -------------------------------------- | -------------------------------------- | -------------------------------------- |
| Positie                                | 33                                     | 19                                     | 19                                     | 19                                     | 16                                     | 16                                     | 23                                     | 34                                     | 26                                     | 28                                     | 39                                     | 44                                     | 44                                     | 55                                     | 72                                     | 89                                     | uit                                    |

### NPO Radio 2 Top 2000
| Nummer met noteringen in de NPO Radio 2 Top 2000 | '99 | '00 | '01 | '02 | '03  | '04  | '05  | '06  | '07  | '08  | '09  | '10  | '11  | '12  | '13  | '14  |
| ------------------------------------------------ | --- | --- | --- | --- | ---- | ---- | ---- | ---- | ---- | ---- | ---- | ---- | ---- | ---- | ---- | ---- |
| Eltse grins foarby                               | 702 | -   | 363 | 635 | 1531 | 1545 | 1272 | 1345 | 1323 | 1273 | 1695 | 1157 | 1683 | 1616 | 1666 | 1895 |

1. ↑  Een '-' betekent dat het nummer niet was genoteerd en een vetgedrukt getal geeft de hoogste notering aan.
2. ↑  Deze tabel is bijgewerkt tot en met de laatste editie (2024).